# Pearl Jam Twenty Tour
Il Pearl Jam Twenty Tour è un tour musicale dei Pearl Jam del 2011, celebrativo del ventesimo anniversario del gruppo.
Il tour consiste in un festival di due giorni all'Alpine Valley Music Theatre ad East Troy, Wisconsin il 3 e 4 settembre, seguito da dieci date in Canada. Tra le band di supporto del tour ci sono Queens of the Stone Age, Mudhoney, Liam Finn, John Doe e i The Strokes. In seguito sono previste altre dieci date in America centrale e meridionale a novembre, dove il gruppo degli X sarà la band di apertura.

## Date
Di seguito sono riportate le date del tour.

### Nord America
- 03/09/2011 -  East Troy, Wisconsin, Stati Uniti d'America - Alpine Valley Music Theatre
- 04/09/2011 -  East Troy, Wisconsin, Stati Uniti d'America - Alpine Valley Music Theatre
- 07/09/2011 -  Montréal, Canada - Bell Centre
- 11/09/2011 -  Toronto, Canada - Air Canada Centre
- 12/09/2011 -  Toronto, Canada - Air Canada Centre
- 14/09/2011 -  Ottawa, Canada - Scotiabank Place
- 15/09/2011 -  Hamilton, Canada - Copps Coliseum
- 17/09/2011 -  Winnipeg, Canada - MTS Centre
- 19/09/2011 -  Saskatoon, Canada - Credit Union Centre
- 21/09/2011 -  Calgary, Canada - Scotiabank Saddledome
- 23/09/2011 -  Edmonton, Canada - Rexall Place
- 25/09/2011 -  Vancouver, Canada - Pacific Coliseum

### America Latina
- 03/11/2011 -  San Paolo, Brasile - Estádio do Morumbi
- 04/11/2011 -  San Paolo, Brasile - Estádio do Morumbi
- 06/11/2011 -  Rio de Janeiro, Brasile - Apoteose
- 09/11/2011 -  Curitiba, Brasile - Estádio Vila Capanema
- 11/11/2011 -  Porto Alegre, Brasile - Zequinha
- 13/11/2011 -  La Plata, Argentina - Estadio Ciudad de La Plata
- 16/11/2011 -  Santiago del Cile, Cile - Estadio Monumental David Arellano
- 18/11/2011 -  Lima, Perù - Estadio Universidad San Marcos
- 20/11/2011 -  San José, Costa Rica - Estadio Nacional San Jose
- 24/11/2011 -  Città del Messico, Messico - Foro Sol

## Formazione
- Jeff Ament - basso
- Stone Gossard - chitarra ritmica
- Mike McCready - chitarra solista
- Eddie Vedder - voce, chitarra
- Matt Cameron - batteria
- Boom Gaspar - tastiere